# Praomys minor
Praomys minor é uma espécie de roedor da família Muridae.
Apenas pode ser encontrada na República Democrática do Congo.
Os seus habitats naturais são: florestas subtropicais ou tropicais húmidas de baixa altitude.